# Джинория, Мурман
Мурман Джинория (груз. მურმან ჯინორია; род. 1947) — советский и грузинский актёр театра и кино.

## Биография
Родился 21 февраля 1947 года в Тбилиси.
Учился в 22-й средней школе, одновременно посещая во Дворце Пионеров драмкружок. После окончания школы по просьбе родителей поступил на химический факультет в Тбилисский политехнический институт. В 1971 году поступил в Государственный театральный институт на актёрский факультет, где попал в группу Михаила Туманишвили. Работал на созданной Михаилом Туманишвили киностудии «Грузинское кино».
Всесоюзную известность получил после исполнения роли майора Кардавы в фильме Семёна Арановича «Противостояние».
Актёр театра им. Шота Руставели (с 1983 года) и театра одного актёра «Верико», куда его в 1995 году пригласил Котэ Махарадзе. Профессор Тбилисского театрального университета (актёрское мастерство).
Мурман Джинория является одним из ведущих специалистов художественного чтения в Грузии. В 2018 году артист завершил строительство храма в селе Сорта Сенакского района, который был построен исключительно на его актёрские гонорары.
Бывшая жена — актриса Байя Двалишвили.

## Награды
- Лауреат театральной премии Грузии им. Коте Марджанишвили.
- Дважды лауреат премии Театрального общества Грузии[3].
- Почётный гражданин Тбилиси (2023)[4]

## Фильмография
- 1976 — Камень чистой воды — Тамаз Иашвили
- 1977 — Синема — Сосико Чолокашвили (озвучивание — Сергей Малишевский)
- 1981 — Распахните окна — Котико (озвучивание — Владимир Гусев)
- 1982 — Закон вечности — Иорам
- 1983 — Жёлтая птица — Гоги Адамия, звукорежиссёр
- 1983 — Клятвенная запись — Мцири
- 1985 — Противостояние — Реваз Кардава, майор милиции, помощник Костенко
- 1986 — Телефон доброты (короткометражный)
- 1987 — Король Лир (фильм-спектакль) — граф Кент
- 1987 — Хареба и Гоги — Сидамонидзе, террорист
- 1988 — Большая игра (СССР, Болгария) — режиссёр Луиджи
- 1988 — Окно (короткометражный) — Георгий
- 1988 — Преступление свершилось — Вахтанг
- 1988 — Явление — Вахтанг, секретарь райкома партии
- 1989 — Бесаме (СССР, Испания) — Картузо, преподаватель
- 1990 — Яков, сын Сталина
- 1991 — Стена (Грузия)
- 1992 — Кроткая (Грузия) — Ефимович
- 1992 — Золотой паук — Киладзе
- 1993 — Леонардо (Грузия) — Мераб
- 1994 — Убиенная душа — Тамаз Енгури
- 1995 — Оскар (Грузия, короткометражный) — адвокат
- 1996 — Тысяча и один рецепт влюблённого кулинара (Франция, Грузия, Бельгия, Россия, Украина) — посетитель ресторана Паскаля
- 1997 — Ночные звонки (Грузия) — Леван
- 2001 — Антимоз из Иверии (Грузия) — Николоз Брабант
- 2004 — Серенада лунной долины (Грузия)
- 2008 — Три дома (Грузия)

### Озвучивание
- 1990 — Паспорт (СССР, Франция, Израиль, Австрия) — Мераб и Яков Папашвили (роли Жерара Дармона)